# زلزال أميك 1872
وقع زلزال أميك (أنطاكيا) عام 1872 في 3 أبريل وكان مركزه داخل وادي أميك في الإمبراطورية العثمانية. كانت قوة الزلزال تقدر Mw 7.0-7.2 أو Ms  7.2 والحد الأقصى لتصنيف MSK 64 هو (كارثي). ودمر هذا الزلزال تركيا وسوريا، وفقدت المنطقة ما لا يقل عن 1800 من السكان.

## الإعداد التكتوني
يقع وادي أميك على طول نظام صدع البحر الميت التحويلي. حدود الصفائح التكتونية في الغالب بين الصفائح التكتونية الأفريقية والعربية. هذا ~ 1000 ويربط الصدع التحويلي الأيسر الذي يبلغ طوله كيلومترًا مركز انتشار البحر الأحمر في الجنوب بتقاطع ماراس الثلاثي في الشمال. عند تقاطع ماراس الثلاثي، يعد صدع البحر الميت التحويلي أحد ذراعي التقاطع الثلاثي. حدود الصفائح الأخرى؛ يلتقي القوس القبرصي وصدع شرق الأناضول عند هذا التقاطع الثلاثي. نظرًا لموقعها على حدود الصفائح النشطة والمعقدة، تعاني أنطاكية من زلازل مدمرة، بما في ذلك زلزال في عام 115 بعد الميلاد أدى إلى مقتل أكثر من 200000 شخص.

## هزة أرضية
وقع زلزال عام 1872 على طول صدع أمانوس. جزء من تحويل البحر الميت. يقع مركز الزلزال المقترح إلى الجنوب مباشرة من مركز زلزال حلب عام 1822. قدر نيكولاس أمبراسيس، عالم الزلازل اليوناني، حجم الموجة السطحية بـ 7.2 Ms . تقديرات حجم اللحظة ( Mw ) تتراوح من 7.0 إلى 7.2.
لم تجد دراسة سيزمية قديمة لصدع حاج باشا، وهو جزء آخر من تحويل البحر الميت، أي دليل يتعلق بزلزال 1872 مما يشير إلى أن التمزق لم يمتد جنوبًا نحو سهل الغاب. ومع ذلك، وجدت الدراسات التي أجريت على صدع أمانوس دليلاً على وجود تمزق سطحي مدفون يتوافق مع حدث 1872. يعتقد علماء الزلازل أن التمزق السطحي قد يمتد لمدة 50 دقيقة كم على طول الخطأ. واكتشف الباحثون أيضًا تمزقًا سطحيًا آخر مرتبطًا بزلزال بقوة 7.5 درجة في عام 1408. تشير الخرائط المتوازية للزلزال إلى حدوث تمزق في الطرف الجنوبي لصدع أمانوس وامتد إلى ساحل سامنداغ عبر منطقة صدع أنطاكيا.

## تأثير
|                                             | المواقع                  |
| ------------------------------------------- | ------------------------ |
| VIII (الضار ) – XI (الكارثي )               | حريم، سمنداغ، أرمناز     |
| VI (قوي ) – VII (قوي جدا )                  | أنطاكية ، حلب ، اسكندرون |
| IV (لوحظ إلى حد كبير ) - V (قوي إلى حد ما ) | حماة ، طرابلس، لبنان     |

أبلغ عن أضرار جسيمة حول بحيرة أميك المستنزفة الآن. ووقعت أسوأ الأضرار في منطقة كوملو في مقاطعة هاتاي. وتعرضت مدن سامنداغ وفاتيكلي وألتينوزو لدمار كبير. قُتل ما يقدر بنحو 1800 شخص. والحد الأقصى لشدة الزلزال (كارثي) في سمنداج.
كان ما يقرب من 40 ثانية من الاهتزاز الشديد كافياً لتدمير 1960 منزلاً من أصل 3003 وقتل 500 ساكن. وتعرض 894 منزلاً آخر لأضرار جسيمة. دمر أكثر من 5000 مبنى تجاري ولم يتبق سوى بضع مئات سليمة. انهارت كاتدرائية يونانية وكنيسة بروتستانتية أمريكية، مما أسفر عن مقتل أربعة. سقطت أبواب المدينة على الأرض.
دُمر ما لا يقل عن 38 قرية خارج المدينة. وفي السويدية، انهار 2150 منزلاً ومات 300 شخص. قُتل ما لا يقل عن 170 شخصًا، وأصيب 187 آخرون، ودُمرت 3552 منزلاً في القرموت. وتوفي 300 شخص آخر في القليق ودُمرت المدينة بالكامل. تشققت الأرض في القليق وانفجرت الرمال الصفراء أثناء التسييل. وعلى طول المنحدرات الشرقية لوادي أميك، زحفت الأرض وحدثت تصدعات سطحية في الوادي.
وفي حلب، انهار أو تضرر ما يقدر بنحو 100 منزل. ولقي سبعة من السكان حتفهم وأصيب ثلاثة. كما تعرضت العديد من الجسور لأضرار. وشعر بالزلزال سكان بيروت ورودس ودمشق. ولم يشعر بالاهتزاز في مصر، ولكن في منطقة واسعة من رودس إلى ديار بكر ومن قونية إلى غزة.
وعلى طول سواحل جنوب تركيا، وردت أنباء عن حدوث تسونامي، مما أدى إلى غرق ساحل السويدية. أبلغ عن تسونامي غمرت 2 كم الداخلية. وفي دراسة أجريت عام 2003، عثر خبراء تسونامي من جامعة توهوكو وجامعة الشرق الأوسط التقنية والمرصد الوطني في أثينا على رواسب تسونامي تعود إلى عام 1872.